# FC Lahti
Az FC Lahti egy finn labdarúgóklub, melynek székhelye Lahtiban található. Jelenleg az Ykkönenben játszik. Hazai mérkőzéseit a Lahden Stadionban rendezi.

## Története
Az FC Lahtit 1996-ban alapították meg Lahti város két korábbi csapata, az FC Kuusysi]és a Reipas összeolvadásával (a Reipast Viipuriban alapították, majd 1947-ben Lahtiba telepedett át, miután a város a Szovjetunió része lett). Ezzel egyidőben megalakult az FC Pallo-Lahti is, amely a tartalékcsapat volt, ám néhány idény után pénzügyi problémák miatt megszűnt. Ezt követően a Reipas és a Kuusysi közös utánpótláscsapata lett a klub tartalék együttese.
Első szezonját 1997-ben teljesítette a másodosztályban, az Ykkönen déli csoportjában. Az alapszakaszban a második helyen végzett, majd a feljutásért rendezett rájátszásban a harmadik lett az FC Haka és a PK-35 mögött, amelyek feljutottak a Veikkausliigába. A következő idényben megnyerte a másodosztályt, így feljutott az élvonalba, ahonnan azóta sem esett ki.
Az első osztályban azonban eddig nem ért el olyan sikereket, mint korábban a Kuusysi és a Reipas. A bajnokságban nem ért el kiugró helyezést, többnyire a kupában szerepelt jól. Két alkalommal bejutott az elődöntőbe (2000 és 2005), 2002-ben pedig döntőt játszhatott az FC Haka ellen, amit azonban 4–1-re elveszített. 2007-ben megnyerte a finn ligakupát, 2008-ban pedig a bajnokság bronzérmese lett, aminek köszönhetően kvalifikálta magát az Európa-liga 2009–2010-es szezonjának első selejtezőfordulójába.

## Sikerlista
Veikkausliiga (finn első osztály)
- Bronzérmes: 1 alkalommal (2008)

Suomen Cup (finn kupa)
- Döntős: 1 alkalommal (2002)

Liigacup (finn ligakupa)
- Győztes: 1 alkalommal (2007)
- Döntős: 2 alkalommal (2004, 2005)

## Eredmények szezononként
| Szezon | Oszt. | Hely. | M  | Gy | D  | V  | Lg | Kg | Gk  | P  | Kupa          |
| ------ | ----- | ----- | -- | -- | -- | -- | -- | -- | --- | -- | ------------- |
| 2008   | 1     | 3     | 26 | 15 | 3  | 8  | 44 | 24 | +20 | 48 | 6. forduló    |
| 2007   | 1     | 8     | 26 | 9  | 6  | 11 | 38 | 34 | +4  | 33 | negyeddöntős  |
| 2006   | 1     | 8     | 24 | 9  | 4  | 11 | 26 | 34 | –8  | 31 | negyeddöntős  |
| 2005   | 1     | 6     | 26 | 11 | 5  | 10 | 39 | 36 | +3  | 38 | elődöntős     |
| 2004   | 1     | 7     | 26 | 9  | 11 | 6  | 37 | 33 | +4  | 38 | negyeddöntős  |
| 2003   | 1     | 5     | 26 | 11 | 8  | 7  | 40 | 31 | +9  | 41 | —             |
| 2002   | 1     | 8     | 29 | 9  | 6  | 14 | 25 | 44 | –19 | 33 | döntős        |
| 2001   | 1     | 9     | 33 | 9  | 9  | 15 | 38 | 48 | –10 | 36 | negyeddöntős  |
| 2000   | 1     | 8     | 33 | 10 | 9  | 14 | 36 | 35 | +1  | 39 | elődöntős     |
| 1999   | 1     | 10    | 28 | 8  | 6  | 14 | 34 | 55 | –21 | 30 | negyeddöntős  |
| 1998   | 2     | 1     | 27 | 16 | 6  | 5  | 54 | 22 | +32 | 54 | nyolcaddöntős |
| 1997   | 2     | 3     | 27 | 14 | 10 | 3  | 49 | 25 | +24 | 52 | —             |

2008. október 26. szerint.

Oszt. = Bajnoki osztály; Hely. = Bajnoki helyezés; M = Lejátszott mérkőzések; Gy = Győzelmek; D = Döntetlenek; V = Vereségek; Lg = Lőtt gólok; Kg = Kapott gólok; Gk = Gólkülönbség; P = Pontok; Kupa = Suomen Cup.
|  | bajnok/kupagyőztes |
|  | feljutott          |
|  | kiesett            |

## Nemzetközi kupaszereplés
A 2009–2010-es szezonig története során FC Lahti néven még soha sem játszott nemzetközi kupamérkőzést. A 2008-as bajnokság bronzérmeseként indulási jogot szerzett a 2009–2010-es Európa-liga 1. selejtezőkörében. Ott ellenfele az albán Dinamo Tirana volt, melyet hazai pályán 4–1-re győzött le az első mérkőzésen. Az idegenbeli visszavágón ugyan 2–0-s vereséget szenvedett, ám 4–3-as összesítéssel így is továbbjutott a második selejtezőkörbe. A harmadik selejtezőkörbe való továbbjutásért a szlovén ND Gorica csapatával vívott párharcot. Az idegenbeli első mérkőzésen elszenvedett 1–0-s vereséget követően a visszavágón elért 2–0-s győzelemnek köszönhetően 2–1-es összesítéssel bejutott a harmadik selejtezőkörbe. Ellenfele a belga bajnokság bronzérmese, a Club Brugge volt. Az első mérkőzésen idegenben 3–2-re kapott ki a Lahti, majd a visszavágón hazai pályán 1–1-es döntetlent játszott, végül az európai kupaszereplése összesítésben 4–3-as vereséggel ért véget.
| Szezon    | Esemény     | Forduló        | Ellenfél      | 1. mérk. | Visszav. | Össz. |
| --------- | ----------- | -------------- | ------------- | -------- | -------- | ----- |
| 2009–2010 | Európa-liga | Sel., 1. ford. | Dinamo Tirana | 4–1      | 0–2      | 4–3   |
| 2009–2010 | Európa-liga | Sel., 2. ford. | ND Gorica     | 0–1      | 2–0      | 2–1   |
| 2009–2010 | Európa-liga | Sel., 3. ford. | Club Brugge   | 2–3      | 1–1      | 2–4   |

Összesítés
| Esemény     | M | Gy | D | V | Rg | Kg | Gk |
| ----------- | - | -- | - | - | -- | -- | -- |
| Európa-liga | 6 | 2  | 1 | 3 | 9  | 8  | +1 |
| Összesen    | 6 | 2  | 1 | 3 | 9  | 8  | +1 |

M = Lejátszott mérkőzések; Gy = Győzelmek; D = Döntetlenek; V = Vereségek; Lg = Lőtt gólok; Kg = Kapott gólok; Gk = Gólkülönbség

## Jelentős játékosok
| - Rafael - Rodrigo - Marko Kristal - Indrek Zelinski - Tuomas Haapala | - Njazi Kuqi - Pekka Lagerblom - Jari Litmanen - Petri Pasanen - Petri Tiainen | - Mika Väyrynen - Mohamed Fofana - Michał Sławuta - Hámori István - Kovács Péter |

## Korábbi vezetőedzők
- Harri Kampman (1997)
- Esa Pekonen (1998–1999)
- Jari Pyykölä (1999–2001)
- Harri Kampman (2002–2005)
- Antti Muurinen (2006–2007)
- Luciano Martins (2007)
- Ilkka Mäkelä (2008 óta)

## Statisztikák
2008. október 26. szerint.
| - 1997 – Luciano és Marko Niiranen (12 gól) - 1998 – Ismo Lius (18 gól) - 1999 – Kovács Péter (10 gól) - 2000 – Mika Väyrynen (10 gól) - 2001 – Niki Helenius (11 gól) - 2002 – Pekka Lagerblom (6 gól) - 2003 – Pekka Lagerblom (7 gól) - 2004 – Tommi Kautonen (7 gól) - 2005 – Rafael (14 gól) - 2006 – Rafael (13 gól) - 2007 – Rafael (14 gól) - 2008 – Rafael (11 gól) | - Nézőcsúcs: 12 850 néző a TP-47 ellen (2004. május 7.) - Legnagyobb hazai győzelem: 8–1 a KuPS ellen (2008. augusztus 11.) - Leghosszabb veretlenségi sorozat: 5 mérkőzés a 2000-es szezonban - Legtöbb mérkőzés a klubban: Jarkko Koskinen, 192 mérkőzés (1999–2006) - Legtöbb gól a klubban: Rafael, 52 gól (2006–) - Legtöbb gól egy szezonon belül: Ismo Lius, 18 gól (1998) |

## Külső hivatkozások
- Hivatalos honlap (finnül)
- Az FC Lahti az UEFA.com-on (angolul)
- Az FC Lahti a footballdatabase.eu-n (angolul)
- Az FC Lahti a national-football-teams.com-on[halott link] (angolul)
- Az FC Lahti a transfermarkt.de-n (németül)
- Az FC Lahti a weltussball.de-n (németül)